# Ернст фом Бауер
Ернст фом Бауер (нім. Ernst vom Bauer; 20 червня 1896, Ельберфельд — 25 вересня 1945, Гремерсдорф) — німецький воєначальник, генерал-майор вермахту.

## Біографія
Син фабриканта Ернста Адольфа Карла фон Бауера (1869) і його дружини Гелени Емми, уродженої фон Раппард (1873). 20 серпня 1914 року вступив добровольцем в Прусську армію. Учасник Першої світової війни. 1 вересня 1918 року важко поранений і потрапив в британський полон. 17 серпня 1919 року інтернований в Нідерландах, 22 серпня повернувся в Німеччину і до 8 січня 1920 року лікувався в шпиталях Гамбурга і Лейпцига. Після демобілізації армії продовжив службу в рейхсвері. З 6 жовтня 1935 по 20 березня 1940 року — ад'ютант 2-ї дивізії, з 26 липня 1940 по 15 травня 1943 року — командувача 2-м армійським корпусом. З 25 вересня 1943 по 20 березня 1944 року — командир училища танкових військ в Арнсвальде. 5 квітня 1944 року відряджений у військову адміністрацію в Франції для навчання на польового коменданта, після чого 28 квітня був призначений бойовим комендантом Монпельє. З 7 вересня 1944 року — командир 716-ї, з 1 жовтня — 189-ї піхотної дивізії. 5 лютого 1945 року відряджений для особливих доручень в командування 2-го військового округу. В березні призначений командиром 402-ї запасної дивізії, дислокованої на острові Узедом. В травні взятий в полон британськими військами.

## Звання
- Фанен-юнкер (20 серпня 1914)
- Фанен-юнкер-єфрейтор (10 червня 1915)
- Фанен-юнкер-унтерофіцер (23 липня 1915)
- Фенріх (21 лютого 1916)
- Лейтенант (30 квітня 1916)
- Оберлейтенант (31 липня 1925)
- Гауптман (1 січня 1931)
- Майор (1 грудня 1935)
- Оберстлейтенант (1 січня 1939)
- Оберст (17 грудня 1941)
- Генерал-майор (1 жовтня 1944)

## Нагороди
- Почесний хрест ветерана війни з мечами
- Медаль «За вислугу років у Вермахті» 4-го, 3-го, 2-го і 1-го класу (25 років)